# Enrique de las Marinas

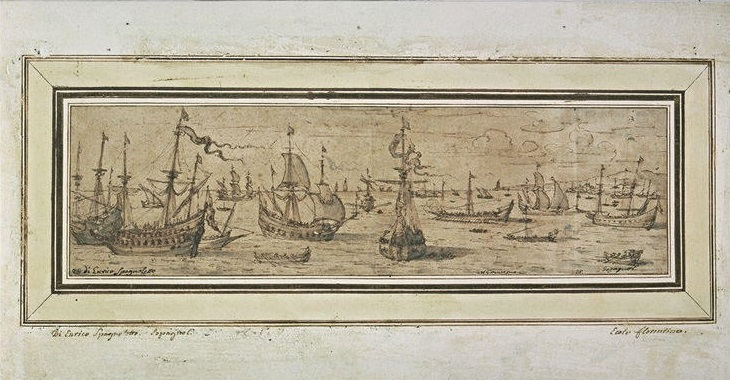
Marina, dibujo a pluma y aguada sepia con toques de azul índigo sobre papel; 10,5 x 37,1 cm, Paris, Museo del Louvre.

Enrique de las Marinas, Enrico Spagnoletto o Enrico Vandenden (Cádiz, c. 1620 – Roma, c. 1680) fue un pintor barroco español, posiblemente de origen flamenco y activo en Roma, especializado en marinas.
Según Antonio Palomino, Enrique de las Marinas nació en Cádiz donde con el modelo de su hermosa bahía se aficionó a pintar naves y marinas. Viajó luego a Roma y allí alcanzó tal crédito que «le pusieron el nombre de Enrique de las Marinas, y por él fue tan conocido, que su apellido se ignora». Añadía Palomino que en Roma tuvo mucho trato con fray Juan del Santísimo Sacramento, seglar aún, a quien confesó que no deseaba volver a España por la poca estima en que en ella eran tenidos los pintores.
Ninguna de sus pinturas se ha podido identificar y únicamente se le ha atribuido por Alfonso E. Pérez Sánchez un dibujo de una Marina con diversas embarcaciones, conservado en el departamento de Artes Gráficas del Museo del Louvre, con una inscripción antigua que atribuía el dibujo a un Enrico Spagnoletto, identificado por Pérez Sánchez con un Enrico Vandesden o Vandenden, pintor de origen flamenco y activo en Roma, donde se le documenta en el gremio de San Lucas.
Aunque Palomino afirmaba haber visto algunas de sus marinas, hechas «con tan extremado primor, que ninguno le excedía, si es que alguno le igualaba», sus pinturas eran ya raras en el siglo XVIII, habiéndose documentado por Pérez Sánchez únicamente un cuadro mencionado en 1746 en el inventario de la colección de Felipe V en el palacio de la Granja y un paisaje que fue del Museo de Berlín.